# Апостол Арнаудов
Апостол Арнаудов е български юрист и общественик.

## Биография
Апостол Арнаудов е роден на 23 септември 1905 година в Русе. Средното си образование завършва в Мъжката гимназия „Княз Борис“ в родния си град, а висшето в Юридическия факултет на Софийския университет през 1933. Изучава и „Дипломация и консулство“ в Свободния университет, днес УНСС в София.
От 1936 до 1943 е зам.-началник на отдел „Занаятчийска просвета“ на Русенската търговско-индустриална камара, като година по-късно става и неин главен секретар. Педагогическата си дейност започва през 1948 с положените от него основи на първото заводско училище в Русе (днес Професионална гимназия по машиностроене „А. Буров“). От 1948 до 1951 следва задочно в Историко-филологическия факултет на СУ „Св. Климент
Охридски“. През 1964 основава ново учебно заведение – Техникума по електротехника в Русе, на което става директор. Публикува статии по педагогически въпроси и се проявява като активен общественик. През 1967 Апостол Арнаудов получава званието „Заслужил учител“, а по-късно и званието „Народен учител“. Когато през 1974 година е пенсиониран, за него е учредена длъжността „Почетен директор на Техникума по
електротехника“. От 1995 Техникумът по електротехника носи неговото име.
Умира на 7 юли 1985 година.